# Contea di Linxi
La contea di Linxi (临西县S, Línxī XiànP) è una contea della Cina, situata nella provincia di Hebei e amministrata dalla prefettura di Xingtai.